# 对囊蕨
对囊蕨（学名：Deparia boryana）也称介蕨，为蹄盖蕨科对囊蕨属下的一个种。